# أحمد عبد الله الشيخ
أحمد عبد الله الشيخ (؟) هو إعلامي إماراتي، شَغَلَ منصب المُرافق الإعلامي للشيخ محمد بن راشد آل مكتوم نائب رئيس الدولة ورئيس مجلس الوزراء حاكم دبي حيثُ قام بمتابعة وتغطية أنشطته السياسية والاقتصادية والثقافية والاجتماعية والرياضية.

## حياته ونشأته
نشأ أحمد في دبي، واستهواهُ العمل الإعلامي المسموع، حيث يتذكر أقرانه من أبناء جيله، أنه كان يقوم بالتعليق الصوتي الحي، ومنذ تلك الفترة تعمق شغفه بالتعليق الإذاعي، أكسبته هذه الممارسات الأولى خبرة الجلوس خلف ميكرفون الإذاعة، ثم أمام كاميرا التلفزيون تالياً، ليقوم بعد ذلك بالتعليق التلفزيوني الحي.
مارس الكتابة الصحافية في صحيفة الإتحاد الصادرة من أبوظبي.

## مسيرته
- أسس المكتب الإعلامي لحكومة دبي بأمر من الشيخ محمد بن راشد آل مكتوم. شغل منصب المدير العام للمكتب الإعلامي لحكومة دبي.
- العضو المنتدب المدير العام لمؤسسة دبي للإعلام، وهي المؤسسة الجامعة لكافة القنوات التلفزيونية والإذاعية والصحف المطبوعة الحكومية، التي تبث أو تصدر من دبي.[3]

- أكمل في 2011 عامه الثلاثين في مجالات العمل الإعلامي المختلفة؛ محرراً صحافياً، ومُعلقاً تلفزيونياً ومُذيعاً، ومُخططاً إعلامياً.

- شغل منصب مدير عام المكتب الإعلامي لحكومة دبي، وعضو مجلس الإدارة المنتدب – المدير العام لمؤسسة دبي للإعلام
- قاد «مؤسسة دبي للإعلام» لتحقق تطوراً مميزاً في البنية الإعلامية التحتية بدبي، التي تشمل الوسائط المتعددة كالأقمار الاصطناعية «القنوات التلفزيونية» والبث التلفزيوني الأرضي "قناة دبي ودبي الرياضية" ووسائل التواصل الاجتماعي و«أي بي تي في» والصحف «البيان» و«الإمارات اليوم» وجريدة «7-24 الإلكترونية» والإذاعة «إف إم» و«أقمار اصطناعية»، والتطبيقات «دي إم إي بلير» و«دي إم أي في أو دي»، و«دبي إف إم» و«نور دبي». كما تم إطلاق أستوديو الأخبار أتش دي جي 3 المتطور.
- أُسندت إليه في أبريل 2007 مهام وضع إستراتيجية وأهداف المحطات التلفزيونية لمؤسسة دبي للإعلام، وخلال السنوات الأربع الماضية تولى جهود إعادة هيكلة الإعلام في إمارة دبي، بجمع كل الصحف والقنوات التلفزيونية والمحطات الإذاعية بدبي تحت مظلة «مؤسسة دبي للإعلام».

### تلفزيون
- اختري أحمد ليكون أحد أعضاء اللجنة المكلفة بدراسة إطلاق قنوات جديدة لـ «تلفزيون دبي» في بداية الثمانينات.

- قام في العام 1998 بتأسيس "دبي الرياضية" التي تبث الفعاليات الرياضية الحية والمتنوعة محليا وعربيا ودوليا عبر أقنيتها العديدة على مدى الـ 24 ساعة. كما تعد "قناة دبي ريسسينغ.
- أعلن عن استكمال تغطية بث مؤسسة دبي للإعلام التلفزيوني لكافة أرجاء العالم، من خلال إطلاق عدد من قنواتها على القمر الاصطناعي «آسيا سات 5».

### الصحف
− قام بتطوير صحيفة الإمارات اليوم، ونقلها من حالة الإصدار المجاني إلى صحيفة يومية من قطع «التابلويد».

## مسيرته ومناصب
- لعب أحمد دوراً مهما في تطبيق إستراتيجية "التوطين الإعلامي الجديدة" من خلال المواقع التي شغلها ويشغلها.

- تبنى أحمد في عمله بمؤسسة دبي للإعلام تنفيذ إستراتيجية الدفع بالتوطين في الإعلام.

- ادخل أحمد ما يسمى نظام «إعلام الصالات المفتوحة» في منطقة الخليج العربي، اقتداء بالنظام الإعلامي البريطاني.

### إكسبو 2020 Expo
- عضو اللجنة العليا لإستضافة معرض "إكسبو الدولي 2020.

### النشاط الإعلامي
- هو أول إماراتي ينضم إلى "جمعية اتحاد الصحافيين الأجانب في المملكة المتحدة" ويحمل هويتها، مما يتيح له ممارسة أنشطته الإعلامية من هناك بصفة رسمية.

- عمل في فترة من حياته الإعلامية مراسلاً لهيئة الإذاعة البريطانية، وقد تولى نقل ومتابعة الأحداث في الإمارات. − قام بالإشراف على تجهيز المركز الإعلامي لمؤتمر القمة العربية العشرين بدمشق.

- شارك في العديد من مؤتمرات القمة العربية، وقمم دول مجلس التعاون الخليجي، ومؤتمرات القمم الإسلامية ضمن الوفد الرسمي لدولة الإمارات العربية المتحدة.

- شارك في العديد من المنتديات الدولية مثل منتديات دافوس الإقتصادية ضمن الوفد الرسمي لدولة الإمارات العربية المتحدة.

- شارك في افتتاح العديد من الأنشطة الإعلامية والثقافية ومنها «معرض الإعلام والتسويق» في مركز دبي التجاري العالمي.

## جوائز
- في العام 2009 قام وزير الإعلام المصري أنس الفقي بتكريم أحمد عبد الله الشيخ بصفته رئيساً للوفد الرسمي لدولة الإمارات إلى مهرجان القاهرة للإعلام العربي في دورته الـ15 والتي افتتحت في مدينة الإنتاج الإعلامي في القاهرة. حيث يعد تكريما لدولة الإمارات، حيث مُنح أحمد عبد الله الشيخ درع المهرجان.